# Gauauswahl
Gauauswahl war die Bezeichnung für Auswahlmannschaften im deutschen Sport, u. a. im Fußball und Handball.

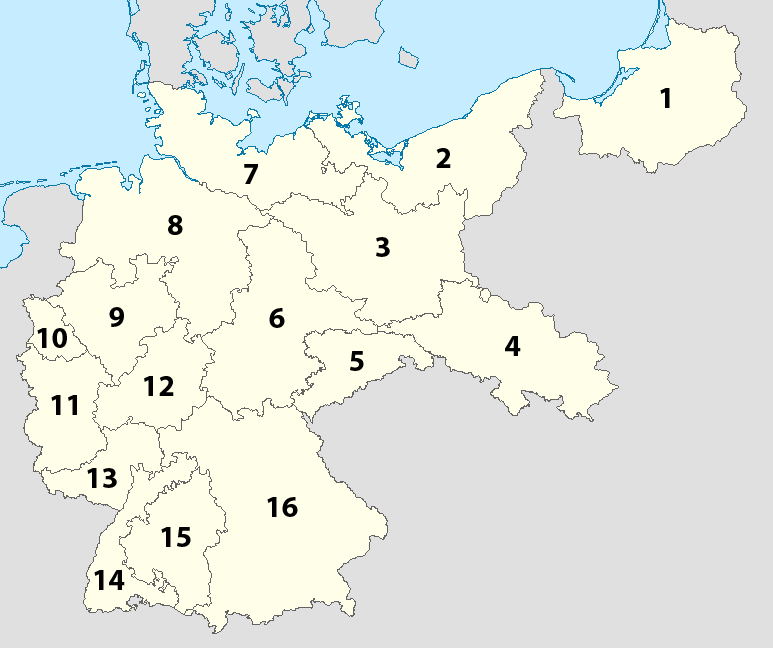
Gebietsstand der Sportbereiche 1933

In einer Gauauswahl wurden die besten Spieler eines Sportgaues zusammengefasst.
Im Fußball wurden Gauauswahlen zwischen 1903 und 1945 gebildet. Nach dem Zweiten Weltkrieg war die Bezeichnung nicht mehr gebräuchlich. 
Zu den Spielen kamen zahlreiche Zuschauer und es fand bereits eine umfangreiche Medienberichterstattung statt.
In manchen Bereichen des Hobbysports in Deutschland gibt es noch heute Gauauswahlen bei Turnieren.